# Вилхелм II (Холандия)
Вижте пояснителната страница за други личности с името Вилхелм II.
Вилхелм Холандски (на нидерландски: Willem; на немски: Wilhelm, * февруари 1228, † 28 януари 1256 при Хоогвоуд, Опмеер, Холандия) от род Герулфинги, е от 1234 до 1256 г. като Вилхелм II граф на Холандия, от 1248 до 1254 г. римско-немски геген-крал и от 1254 до смъртта си 1256 г. римско-немски крал.

## Биография
Той е най-големият син на граф Флоренс IV (1222 – 1234) от Холандия-Зеландия и графиня Матилда от Брабант.
През 1234 г. Вилхелм наследява баща си в Графство Холандия, като до 1239 г. е под опекунството на своя чичо Вилхелм († 1238, Tutor Hollandiae) и Ото († 1249, епископ на Утрехт).
След смъртта на геген-крал Хайнрих Распе IV († 16 февруари 1247) Вилхелм е избран на 3 октомври 1247 г. от папската партия във Воринген за римско-немски крал. На 1 ноември 1248 г. той е коронован в Аахен, който той завладява след дълга обсада, от кьолнския архиепископ. След смъртта на Конрад IV през 1254 г. той е признат от всички курфюрстове.
Вилхелм води война против графиня Маргарета II Фландерска и я побеждава в битката при Весткапеле в Нидерландия на 4 юли 1253 г. През 1256 г. той тръгва да подчини въстаналите фризи, но с коня си потъва в леда при Хоогвоуд на 28 януари, намерен е от фризите и те го убиват. Едва през 1282 г. трупът му е намерен от неговия син и наследник като граф на Холандия, Флоренс V, и занесен в Миделбург.

## Фамилия
Вилхелм се жени през 1252 г. за Елизабета Брауншвайгска (* 1235, † 1266), дъщерята на Ото Детето († 1252) от фамилията Велфи, херцог на Брауншвайг-Люнебург и Матилда от Бранденбург (* 1210, † 1261) от фамилията Аскани. Те имат две деца:
- Флоренс V (1254 – 1296), граф на Холандия
- Мехтхилд (* 1256)

## Галерия
- Герб на Вилхелм II от Холандия в средновековно списание
- Печат на Вилхелм Холандски
- Вилхелм II от Холандия, 1654